# Gebo e l'ombra
Gebo e l'ombra  (Gebo et l'ombre) è un film del 2012 diretto da Manoel de Oliveira.
Ultimo film del maestro portoghese, fu da lui girato a 104 anni, ed è in assoluto il lungometraggio realizzato all'età più avanzata da un cineasta.

## Trama
Il film, ambientato a Porto in epoca contemporanea, è ispirato al dramma in 4 atti O Gebo e a Sombra di Raul Brandão del 1923, nel quale si denunciavano i cambiamenti sociali che si manifestavano nella società portoghese negli anni venti, negli ultimi anni della prima repubblica portoghese, con impoverimento generale della maggior parte della popolazione e il repentino arricchimento di speculatori e finanzieri. Nel film, Gebo è un vecchio contabile, onesto e scrupoloso, che sopravvive in condizioni di povertà con la moglie e la nuora Sofia. La moglie accusa Gebo di disinteressarsi della sorte del figlio João, sparito otto anni prima; il figlio, in realtà, ha abbandonato la famiglia per mettersi a delinquere.

## Storia
Il regista Manoel de Oliveira ha dichiarato di aver voluto fare un film sulla povertà, e di essersi ispirato all'opera di Raul Brandão (1867–1930)  perché le considerazioni dello scrittore portoghese gli sembrano di valore universale. Il film è stato presentato fuori concorso il 5 e 6 settembre 2012 alla 69ª Mostra internazionale d'arte cinematografica di Venezia. È stato trasmesso in televisione da Raitre a Fuori orario. Cose (mai) viste il 10 settembre 2012 con titoli di testa e dialoghi in lingua francese, e con i dialoghi sottotitolati in lingua italiana.